# إيسيلي
إيسيلي، (بالإنجليزية: Isili)‏، هي بلدية، في مقاطعة جنوب سردينيا، إيطاليا، وتقع على بعد حوالي 60 كم (37 ميل) إلى الشمال من كالياريين، في منطقة سارسيدانو، التقليدية.

## السكان
في سنة 1861 بلغ عدد السكان 2٬494 نسمة، وتطور العدد ليصل في سنة 2011 لـ 2٬842 نسمة.
يظهر هذا المخطط البياني تطور النمو السكاني لـ إيسيلي

## أعلام
- انتونيو لوي